# Antoinette Feuerwerker
Pour les articles homonymes, voir Feuerwerker.
Antoinette Antonia Toni Toibe Rochel Gluck dite Antoinette Feuerwerker, née le 24 novembre 1912 à Anvers (Borgerhout), Belgique, et morte le 10 février 2003 à Jérusalem, Israël, est une juriste, une résistante et éducatrice française.

## Biographie

### Enfance et éducation
Antoinette Feuerwerker est l'une des filles de Paul dit Pinchas Gluck-Friedman (1886-1964) et de Henia Shipper (1887-1968), nés respectivement à Tarnów et à Przemyśl, Galicie, Autriche-Hongrie et mariés à Tarnów le 4 juillet 1910.
Son père est un descendant direct de maîtres hassidiques remontant au Magid Dov Baer de Mezeritch (1704-1772), le disciple et successeur du Baal Shem Tov (1698-1760), le fondateur du hassidisme.
Ses parents quittent la Pologne pour la Belgique. De là, ils partent vivre à Zurich en Suisse (durant la Première Guerre mondiale), où ses deux sœurs Rose Warfman (née en 1916) et Hedwig [Heidi] Naftalis et son frère Salomon Gluck (1914-1944) sont nés. Ils habitent ensuite en Allemagne, et finalement à Strasbourg en France, où ils s'installent en 1921 et deviennent citoyens français, le 2 juillet 1928.
Antoinette étudie au lycée des Pontonniers (aujourd'hui appelé lycée international des Pontonniers) à Strasbourg, où elle termine ses études secondaires. Après son baccalauréat (1932), elle devient étudiante à la faculté de droit, ce qui était rare pour une jeune femme, et licenciée en droit en juillet 1936. Elle travaille dans l'étude de René Capitant, un de ses professeurs à la faculté de droit. Elle termine également HEC. Pour ses études universitaires en droit et en économie, elle est boursière de l'État. Avec sa famille, elle quitte Strasbourg pour s'établir à Paris.

### Seconde Guerre mondiale
Elle fait connaissance de David Feuerwerker, un jeune rabbin, qui venait juste de terminer ses études rabbiniques (au Séminaire israélite de France (SIF) à Paris). Ils se marient au début de la Seconde Guerre mondiale, (le 28 novembre 1939). Pour pouvoir se marier, David Feuerwerker doit recevoir une permission spéciale pour quitter le front, la ligne Maginot qu'il rejoint quelques jours plus tard. Après juin 1940, avec son époux, elle quitte la capitale et va s'établir à Brive-la-Gaillarde. David Feuerwerker est le rabbin de trois départements français: la Corrèze, la Creuse et le Lot. Ils s'engagent dans le mouvement de la Résistance Combat avec Edmond Michelet. Elle est la seule femme de rabbin (Rebbetzin) en France à faire partie officiellement de la Résistance,. Elle s'occupe de l'hébergement d'agents de liaison, de l'évacuation de résistants recherchés avec Germaine Ribière,et la diffusion des journaux clandestins,.
En mai 1944, pour échapper aux nazis, alors que son mari s'est réfugié en Suisse, Antoinette Feuerwerker demeure en France avec sa fille Atara, un bébé, et se réfugie, dans un premier temps, dans un couvent catholique où elle est accueillie par sœur Marie Brenoux, la supérieure, qui sera reconnue Juste parmi les Nations en 1992 et par sœur Marie-Therese Berger, l'économe, qui sera également reconnue Juste parmi les Nations en 1992. Elle est ensuite cachée à Lyon par Germaine Goblot, une enseignante.

### Après guerre
Après la guerre, Antoinette Feuerwerker suit son mari aux gré des affectations de son mari dont elle est la plus proche collaboratrice: à Lyon, à Neuilly-sur-Seine, à Paris. Elle contribue à l'aventure de l'Exodus en cachant illégalement et à l'insu de son mari des pièces d'or destinées à financer l'opération. Ils s'établissent ensuite à Montréal, au Canada, en 1966, avec leurs six enfants. Elle enseigne le droit et l'économie au collège français de Montréal. David Feuerwerker décède le 20 juin 1980. Elle continue à maintenir son lieu de prières (Chachmei Tzorfat, Les Sages de France), pendant plus de vingt ans.
Elle passe les trois dernières années de sa vie en Israël. Elle meurt le 10 février 2003 et est enterrée dans le Cimetière de Sanhédriah, à Jérusalem, Israël, aux côtés de son époux.

## Distinctions
- Médaille de la France libérée (1944) « pour sa participation à la libération de la France » en tant que Combattante Volontaire de la Résistante
- Chevalière de l'ordre des Palmes académiques (1958), pour ses contributions à l'éducation publique
- Médaille de la santé publique, pour ses contributions à la santé publique.